# Бардуков, Павел Лаврентьевич
Па́вел Лавре́нтьевич Бардуко́в (1909 — 29 мая 1969) — советский военнослужащий, участник Великой Отечественной войны, пулемётчик 305-го гвардейского стрелкового полка 108-й гвардейской стрелковой дивизии 46-й армии 2-го Украинского фронта, Герой Советского Союза (24.03.1945), гвардии красноармеец.

## Биография
Родился в 1909 году в селе Гарбузовка ныне Томаковского района Днепропетровской области в семье крестьянина. Украинец. Окончил начальную школу, работал котельщиком, каменщиком на Днепрострое в Запорожье.
В Красной армии с декабря 1943 года. В боях Великой Отечественной войны с января 1944 года. Воевал в составе 3-го и 2-го Украинских фронтов. В составе 296-го стрелкового полка участвовал в боях по освобождению Днепропетровской, Николаевской, Одесской областей. В боях под Одессой был ранен. В течение двух месяцев лечился в госпитале. Вернулся в строй пулемётчиком 305-го гвардейского стрелкового полка 108-й гвардейской стрелковой дивизии 46-й армии 3-го Украинского фронта. Участвовал в освобождении Молдавии, Румынии, Болгарии и Югославии, форсировал реки Прут и Дунай.
Пулемётчик 305-го гвардейского стрелкового полка (дивизия и армия те же, 2-й Украинский фронт) гвардии красноармеец Бардуков особо отличился в боях по освобождению Венгрии.
В ночь на 5 декабря 1944 года он в составе штурмового отряда одним из первых в роте переправился через Дунай в районе города Эрчи (Венгрия). Огнём пулемёта Бардуков уничтожил расчёт вражеского пулемёта, который вёл огонь по десантникам находящимся ещё на воде, чем обеспечил высадку своего подразделения на правый берег реки. В дальнейших боях по захвату плацдарма он подавил ещё несколько огневых точки противника, нанёс большой урон его живым силам.
Всего за годы войны на его счету было более двухсот уничтоженных гитлеровцев.
Указом Президиума Верховного Совета СССР от 24 марта 1945 года за мужество, отвагу и героизм, проявленные в борьбе с немецко-фашистскими захватчиками, красноармейцу Бардукову Павлу Лаврентьевичу присвоено звание Героя Советского Союза с вручением ордена Ленина и медали «Золотая Звезда» (№ 4903).
После войны демобилизован, возвратился на родину, работал бригадиром полеводческой бригады колхоза «Украина».
Умер 29 мая 1969 года.

## Награды
- Медаль «Золотая Звезда» Героя Советского Союза (№ 4903)
- Орден Ленина
- Орден Славы III степени
- Орден Красной Звезды
- Медали, в том числе:
  - Медаль «За победу над Германией в Великой Отечественной войне 1941—1945 гг.»
  - Юбилейная медаль «Двадцать лет Победы в Великой Отечественной войне 1941—1945 гг.»